# 斯塔爾城 (伊利諾伊州)
斯塔爾城（英語：Star City）是位於美國伊利諾伊州卡爾霍恩縣的一個非建制地區。該地的面積和人口皆未知。

## 地理
斯塔爾城的座標為39°08′03″N 90°40′25″W / 39.13417°N 90.67361°W，而該地的平均海拔高度為140米（即459英尺）。